# Polimá Westcoast
Polimá Ngangu’s Eduardo Miguel Orellana (Santiago de Chile, 29 de agosto de 1997), conocido artísticamente como Polimá Westcoast, es un cantante y rapero chileno. Saltó a la fama por su canción «Ultra solo» junto a Pailita, que más adelante sería remezclada en una versión con Paloma Mami, Feid y De la Ghetto.

## Biografía
Nació y creció en la comuna de Independencia, es hijo de Natalia Orellana, una bailarina chilena y Jostario Miguel, un refugiado de guerra que llegó a Chile desde Angola con quien tuvo una relación distanciada. Desde pequeño fue influenciado musicalmente por sus padres y a los 9 años comenzó su pasión por la música cuando fue parte de un coro de iglesia. Aunque alcanzó a seguir estudios el segundo semestre de 2015 en el Colegio Hellen's College, de Conchalí para luego ser estudiante de ingeniería eléctrica, los abandonó para dedicarse por completo a la música.
Los primeros pasos de su carrera musical los dio en 2015, sin embargo, no sería hasta 2018 que su carrera profesional daría un giro con el lanzamiento del sencillo «Brokeboi», el cual se transformó en un himno para el movimiento Brokeboyz (una vida rápida y sin preocupaciones), que formó junto a otros músicos de la escena urbana. Posteriormente junto a los artistas Ceaese y Young Cister lanzaron el tema «Te quiero ver», el cual cuenta con más de 50 millones de reproducciones en Spotify.
En 2019 Polimá firmó con el sello Sony Music y lanzó el álbum Eqilibrio (en dúo con Young Cister), que lo llevó a explorar diferentes terrenos musicales. Ese mismo año lanzó el sencillo «MY BLOOD» junto al artista urbano chileno Pablo Chill-E. También Polimá se presentó con un éxito rotundo en la edición 2019 de Lollapalooza Chile, y posteriormente realizó una extensa gira por dicho país.
El 2020 lanzó junto al artista argentino Duki el sencillo «Run Run Stop» y el octubre de 2021 lanza «Bon Voyage» junto al actor español Aron Piper.[cita requerida]
El 15 de febrero de 2022, lanza el sencillo «Ultra solo» junto al artista chileno Pailita, este último fue un éxito en las plataformas digitales como Spotify, en el cual recopila más de 200 millones de reproducciones. El 27 de junio de 2022, su canción «Ultra solo», que grabó en colaboración de Pailita, fue incluida en el Billboard Global 200 Excl. U.S., ocupando el puesto número 9. El 16 de junio de 2022, se lanza la remezcla de «Ultra solo», que incluye la nueva participación de Paloma Mami, Feid y De la Ghetto, con considerable éxito. Ha destacado por ser telonero de los conciertos de Daddy Yankee en Santiago de Chile en 2022.
Se presentó en el LXII Festival Internacional de la Canción de Viña del Mar en febrero de 2023.

## Influencias
Polimá fue influenciado por artistas como Lil Uzi Vert, Blink 182, Linkin Park, Metallica, Sum 41, Green Day, 50 Cent, Eminem, Snoop Dogg, Wiz Khalifa, El Temucano, entre otros.

## Discografía

### Álbumes de estudio
- No Love More Bitches (2018)
- Las crónicas de Ngangu (2018)
- Equilibrio (2020)
- Las crónicas de Ngangu 2 (2021)
- De camino a Hermes (2023)

## Premios y nominaciones
| Año  | Premios                  | Categoría                   | Trabajo                                                              | Resultado nominación | Ref. |
| ---- | ------------------------ | --------------------------- | -------------------------------------------------------------------- | -------------------- | ---- |
| 2020 | Premios MUSA             | Videoclip del año           | "LuisMi" (con Young Cister)                                          | Nominado             |      |
| 2020 | Premios MUSA             | Artista urbano del año      | Él mismo                                                             | Nominado             |      |
| 2021 | Premios MUSA             | Videoclip del año           | "Viene y va" (con Ceaese)                                            | Nominado             |      |
| 2021 | Premios MUSA             | Artista urbano del año      | Él mismo                                                             | Nominado             |      |
| 2022 | Premios MUSA             | Canción del año             | "Ultra solo" (con Pailita)                                           | Ganador              |      |
| 2022 | Premios MUSA             | Colaboración del año        | "Ultra solo" (con Pailita)                                           | Ganador              |      |
| 2022 | Premios MUSA             | Colaboración del año        | "Baby Otaku" (con Pablito Pesadilla, NickoOG Clk, Fran C)            | Nominado             |      |
| 2022 | Premios MUSA             | Videoclip del año           | "Ultra solo (Remix)" (con Pailita, Paloma Mami, Feid & De la Ghetto) | Nominado             |      |
| 2022 | Premios MUSA             | Artista urbano del año      | Él mismo                                                             | Nominado             |      |
| 2022 | Los Premios la Junta     | Mejor canción Reggaetón     | "Ultra solo" (con Pailita)                                           | Nominado             |      |
| 2022 | Los Premios la Junta     | Mejor artista Reggaetón     | Él mismo                                                             | Ganador              |      |
| 2022 | Los Premios la Junta     | Canción del año             | "Ultra solo (Remix)" (con Pailita, Paloma Mami, Feid & De la Ghetto) | Ganador              |      |
| 2023 | Premios Tu Música Urbano | Top nuevo artista masculino | Él mismo                                                             | Nominado             |      |
| 2023 | Premios Tu Música Urbano | Remix of the year           | "Ultra solo (Remix)" (con Pailita, Paloma Mami, Feid & De la Ghetto) | Nominado             |      |